# Наљежићи
Наљежићи је насеље у општини Котор у Црној Гори. Према попису из 2003. било је 147 становника (према попису из 1991. било је 193 становника).
Село се налази у области Грбаљ.

## Демографија
У насељу Наљежићи живи 109 пунолетних становника, а просечна старост становништва износи 38,7 година (33,5 код мушкараца и 44,3 код жена). У насељу има 39 домаћинстава, а просечан број чланова по домаћинству је 3,77.
Становништво у овом насељу веома је хетерогено, а у последња три пописа, примећен је пад у броју становника.
|  |

| Демографија | Демографија | Демографија |
| Година      | Становника  | Становника  |
| ----------- | ----------- | ----------- |
|             |             |             |
|             |             |             |
|             |             |             |
|             |             |             |
| 1948.       | 244         |             |
| 1953.       | 233         |             |
| 1961.       | 232         |             |
| 1971.       | 221         |             |
| 1981.       | 198         |             |
| 1991.       | 193         | 192         |
| 2003.       | 147         | 147         |
|             |             |             |

| Етнички састав према попису из 2003.‍ | Етнички састав према попису из 2003.‍ | Етнички састав према попису из 2003.‍ | Етнички састав према попису из 2003.‍ | Етнички састав према попису из 2003.‍ |
| ------------------------------------ | ------------------------------------ | ------------------------------------ | ------------------------------------ | ------------------------------------ |
|                                      |                                      |                                      |                                      |                                      |
| Срби                                 | Срби                                 |                                      | 95                                   | 64,62%                               |
| Црногорци                            | Црногорци                            |                                      | 43                                   | 29,25%                               |
| Хрвати                               | Хрвати                               |                                      | 3                                    | 2,04%                                |
| Албанци                              | Албанци                              |                                      | 1                                    | 0,68%                                |
| непознато                            | непознато                            |                                      | 0                                    | 0,0%                                 |

| Година пописа     | 1948. | 1953. | 1961. | 1971. | 1981. | 1991. | 2003. |
| ----------------- | ----- | ----- | ----- | ----- | ----- | ----- | ----- |
| Број домаћинстава | 67    | 64    | 62    | 59    | 55    | 56    | 39    |

| Број чланова      | 1  | 2 | 3 | 4 | 5 | 6 | 7 | 8 | 9 | 10 и више | Просек |
| ----------------- | -- | - | - | - | - | - | - | - | - | --------- | ------ |
| Број домаћинстава | 39 | 6 | 3 | 9 | 8 | 8 | 1 | 2 | 2 | 0         | 0      |

| Пол    | Укупно | Неожењен/Неудата | Ожењен/Удата | Удовац/Удовица | Разведен/Разведена | Непознато |
| ------ | ------ | ---------------- | ------------ | -------------- | ------------------ | --------- |
| Мушки  | 60     | 19               | 35           | 0              | 2                  | 4         |
| Женски | 59     | 11               | 35           | 12             | 1                  | 0         |
| УКУПНО | 119    | 30               | 70           | 12             | 3                  | 4         |

| Пол    | Укупно                    | Пољопривреда, лов и шумарство | Рибарство                            | Вађење руде и камена | Прерађивачка индустрија       |
| ------ | ------------------------- | ----------------------------- | ------------------------------------ | -------------------- | ----------------------------- |
| Мушки  | 26                        | 1                             | 0                                    | 1                    | 1                             |
| Женски | 10                        | 0                             | 0                                    | 1                    | 0                             |
| УКУПНО | 36                        | 1                             | 0                                    | 2                    | 1                             |
| Пол    | Производња и снабдевање   | Грађевинарство                | Трговина                             | Хотели и ресторани   | Саобраћај, складиштење и везе |
| Мушки  | 2                         | 2                             | 2                                    | 3                    | 5                             |
| Женски | 0                         | 0                             | 3                                    | 0                    | 0                             |
| УКУПНО | 2                         | 2                             | 5                                    | 3                    | 5                             |
| Пол    | Финансијско посредовање   | Некретнине                    | Државна управа и одбрана             | Образовање           | Здравствени и социјални рад   |
| Мушки  | 0                         | 0                             | 1                                    | 2                    | 0                             |
| Женски | 0                         | 0                             | 0                                    | 2                    | 3                             |
| УКУПНО | 0                         | 0                             | 1                                    | 4                    | 3                             |
| Пол    | Остале услужне активности | Приватна домаћинства          | Екстериторијалне организације и тела | Непознато            | Непознато                     |
| Мушки  | 2                         | 0                             | 0                                    | 4                    | 4                             |
| Женски | 0                         | 0                             | 0                                    | 1                    | 1                             |
| УКУПНО | 2                         | 0                             | 0                                    | 5                    | 5                             |